# پایتخت (فصل ۴)
پایتخت ۴، نام فصل چهارم از مجموعهٔ تلویزیونی پایتخت است که در رمضان ۱۳۹۴ از شبکه ۱ سیما پخش شد. این مجموعه به کارگردانی سیروس مقدم با طراحی و بازی محسن تنابنده و نویسندگی خشایار الوند و حسن وارسته ساخته شده‌است.
این مجموعهٔ تلویزیونی برنده تندیس بهترین سریال سال ۱۳۹۴ در نظرسنجی بزرگ برنامه سه ستاره شد. محسن تنابنده(بازیگر این سریال) نیز برنده تندیس بهترین بازیگر مرد سال شد.
پایتخت ۴ توانست تندیس بهترین سریال را در چهارمین جشنواره تلویزیونی جام جم دریافت کند و همچنین به عنوان بهترین سریال سال ۱۳۹۴ و تندیس بهترین سریال سال از نظر مردم را به خود اختصاص داد.

## خلاصه داستان
هما سعادت در انتخابات شورای شهر رأی می‌آورد و طرفداران او در منزلشان جمع می‌شوند. همسر چینی ارسطو (چوچانگ یا راحله) در سانحه هوایی جان خودش را از دست داده و این مسئله موجب شده تا کام ارسطو هر روز تلخ و تلخ‌تر بشود. نقی از همسرش درخواست می‌کند تا برای ساخت خانه فهیمه (خواهر نقی) مجوز بگیرد اما او این کار را خلاف می‌داند و هیچ رقمه زیر بار نمی‌رود.
نقی به همراه اقوام و خویشانش و کمک اوس موسی دست به کار می‌شوند و خانه فهیمه را به‌طور پنهانی با آوردن مصالح از راه و بیراه می‌سازند، اما در آخر توسط شهرداری تخریب می‌شود.
در این بین ماجراهایی از جمله ازدواج مجدد باباپنجعلی، دعوای نقی و هما، حضور بهبود در جمهوری دموکراتیک کنگو و عشق رحمت‌ به خواهرزاده اوس موسی ، سوسن ، تقلب سارا و نیکا در باشگاه تکواندو و... اتفاق می‌افتد.

## بازیگران
| بازیگر            | شخصیت                                          |
| ----------------- | ---------------------------------------------- |
| محسن تنابنده      | نقی معمولی                                     |
| علیرضا خمسه       | پنجعلی معمولی                                  |
| ریما رامین‌فر      | هما سعادت                                      |
| احمد مهران‌فر      | ارسطو عامل                                     |
| سلمان خطی         | تقی معمولی                                     |
| محمدرضا علیمردانی | عبدالفتاح بائو                                 |
| سارا فرقانی‌اصل    | سارا معمولی                                    |
| نیکا فرقانی‌اصل    | نیکا معمولی                                    |
| هومن حاجی‌عبداللهی | رحمت‌الله امینی شالیکار هزارجریبی               |
| هدایت هاشمی       | اوس موسی                                       |
| نسرین نصرتی       | فهیمه معمولی                                   |
| محیا دهقانی       | سوسن                                           |
| عطا صفرپور        | رجب سوادکوهی                                   |
| مجتبی بلال حبشی   | رحمان امینی شالیکار هزارجریبی (برادر رحمت‌الله) |
| مصطفی بلال حبشی   | رحیم امینی شالیکار هزارجریبی (برادر رحمت‌الله)  |
| بیژن اشکورکیایی   | امید                                           |
| عاطفه باقری       | خانم افشین                                     |
| سکینه شفافی       | عسل جویباری                                    |
| الهه جباری        | نرگس                                           |
| مجید اسکندری      | کسلر                                           |

## بازیگران مهمان[۲۲]
- منگ هان ژانگ در نقش چوچانگ - راحله (فقط بخش انیمیشن و چین)
- چی وی فا در نقش چی (برادر زن ارسطو)
- وین گان چا در نقش هان (برادر زن ارسطو)
- علیرضا نجف‌زاده در نقش بازپرس
- علی سلیمانی در نقش روحانی (وحید دوست ارسطو)
- دامون فلاح تلوکی در نقش مطلب
- رهام عباس‌پور در نقش بهروز (فرزند فهیمه)
- علیرضا احتسابی در نقش منصوری (رئیس شورای شهر)
- رجبعلی قدرتی در نقش عضو شورای شهر
- سید ابراهیم عمادی در نقش حمیدی
- حسین شیدایی‌فر در نقش راه چمنی

## جوایز

### شانزدهمین دوره جشن حافظ
| قسمت                             | نامزد        | نتیجه    |
| -------------------------------- | ------------ | -------- |
| بهترین مجموعه تلویزیونی          | الهام غفوری  | نامزدشده |
| بهترین بازیگر مرد کمدی تلویزیونی | احمد مهران‌فر | برنده    |
| بهترین بازیگر زن کمدی تلویزیونی  | نسرین نصرتی  | برنده    |